# Troy Baker
Troy Edward Baker (Dallas, 1º aprile 1976) è un doppiatore, attore e musicista statunitense.
È noto per aver prestato la voce a molti personaggi famosi di diversi videogiochi, tra cui Pagan Min in Far Cry 4, Revolver Ocelot in Metal Gear Solid V: The Phantom Pain, Joel in The Last of Us e The Last of Us Parte II, Booker DeWitt in BioShock Infinite, Higgs in Death Stranding e Sam Drake nella serie di Uncharted.

## Filmografia

### Doppiatore

#### Videogiochi
- Fullmetal Alchemist: Tobenai tenshi (2003)
- BloodRayne 2 (2004)
- Brothers in Arms: Road to Hill 30 (2005)
- Brothers in Arms: Earned in Blood (2005)
- Æon Flux (2005)
- Brothers in Arms: D-Day (2006)
- Metroid Prime 3: Corruption (2007)
- Ace Combat 6: Fires of Liberation (2007)
- Ar Tonelico II: Melody of Metafalica (2007)
- Brothers in Arms: Hell's Highway (2007)
- Trauma Center: New Blood (2007)
- Tekken 6 (2007)
- Guilty Gear 2: Overture (2007)
- Golden Axe: Beast Rider (2007)
- Armored Core: For Answer (2008) – non accreditato
- ZEN Pinball (2008)
- Persona 4 (2008)
- Tales of Vesperia (2008)
- Space Siege (2008)
- Crimson Gem Saga (2008)
- Guitar Hero World Tour (2008)
- Quantum of Solace (2008)
- Resistance 2 (2008)
- Gothic 3: Forsaken Gods (2008)
- Age of Conan: Hyborian Adventures (2008)
- The Last Remnant (2008)
- Shin Megami Tensei: Persona 4 (2008)
- Red Faction: Guerrilla (2009)
- Prototype (2009)
- Ghostbusters: The Video Game (2009)
- Shin Megami Tensei: Persona (2009)
- Star Wars: The Clone Wars - Republic Heroes (2009)
- Marvel Super Hero Squad (2009)
- Call of Duty: Modern Warfare 2 (2009)
- Resident Evil: The Darkside Chronicles (2009)
- Yoga Wii (2009)
- Darksiders (2010)
- White Knight Chronicles (2010)
- Final Fantasy XIII (2010)
- Metal Gear Solid: Peace Walker (2010)
- Transformers: War for Cybertron (2010)
- Singularity (2010)
- Clash of the Titans (2010)
- Mafia II (2010)
- Valkyria Chronicles II (2010)
- Quantum Theory (2010)
- Sengoku Basara: Samurai Heroes (2010)
- Naruto Shippuden: Ultimate Ninja Storm 2 (2010)
- Fable III (2010)
- Call of Duty: Black Ops (2010)
- Knights Contract (2011)
- SOCOM 4: U.S. Navy SEALs (2011)
- Dead or Alive: Dimensions (2011)
- Shadows of the Damned (2011)
- Catherine (2011)
- Disgaea 4: A Promise Unforgotten (2011)
- White Knight Chronicles II (2011)
- Batman: Arkham City (2011)
- Naruto Shippuden: Ultimate Ninja Impact (2011)
- Kinect Sports: Season Two (2011)
- Generator Rex: Agent of Providence (2011)
- Call of Duty: Modern Warfare 3 (2011)
- Kinect Disneyland Adventures (2011)
- Saints Row: The Third (2011)
- Ultimate Marvel vs. Capcom 3 (2011)
- Infinity Blade II (2011)
- Batman: Arkham City Lockdown (2011)
- Star Wars: The Old Republic (2011)
- Final Fantasy XIII-2 (2012)
- The Darkness II (2012)
- Binary Domain (2012)
- Mass Effect 3 (2012)
- Armored Core V (2012)
- Silent Hill 2 HD (2012)
- Ninja Gaiden 3 (2012)
- Kid Icarus: Uprising (2012)
- Naruto Shippuden: Ultimate Ninja Storm Generations (2012)
- Kinect Star Wars (2012)
- Prototype 2 (2012)
- Starhawk (2012)
- Diablo III (2012)
- Dragon's Dogma (2012)
- Men in Black: Alien Crisis (2012)
- Sorcery (2012)
- Tom Clancy's Ghost Recon: Future Soldier (2012)
- Unchained Blades (2012)
- LEGO Batman 2: DC Super Heroes (2012)
- The Amazing Spider-Man (2012)
- Infex (2012)
- Persona 4 Arena (2012)
- Darksiders II (2012)
- Transformers: Fall of Cybertron (2012)
- Guild Wars 2 (2012)
- Dead or Alive 5 (2012)
- Resident Evil 6 (2012)
- Skylanders: Giants (2012)
- Il professor Layton e la maschera dei miracoli (2012)
- Zero Escape: Virtue's Last Reward (2012)
- Marvel Avengers: Battle for Earth (2012)
- Halo 4 (2012)
- Call of Duty: Black Ops II (2012)
- Naruto Shippuden: Ultimate Ninja Storm 3 (2013)
- God of War: Ascension (2013)
- The Walking Dead: Survival Instinct (2013)
- BioShock Infinite (2013)
- Injustice: Gods Among Us (2013)
- Metro: Last Light (2013)
- Unearthed: Trail of Ibn Battuta (2013)
- The Last of Us (2013) – voce e motion capture
- Saints Row IV (2013)
- Infinity Blade III (2013)
- Skylanders: Swap Force (2013)
- Lego Marvel Super Heroes (2013)
- Phoenix Wright: Ace Attorney - Dual Destinies (2013)
- Batman: Arkham Origins (2013)
- Lightning Returns: Final Fantasy XIII (2014)
- Titanfall (2014)
- Infamous: Second Son (2014)
- The Elder Scrolls Online (2014)
- WildStar (2014)
- Transformers: Rise of the Dark Spark (2014)
- Lichdom: Battlemage (2014)
- Naruto Shippūden: Ultimate Ninja Storm Revolution (2014)
- Disney Infinity: Marvel Super Heroes (2014)
- La Terra di Mezzo: L'ombra di Mordor (2014)
- Skylanders: Trap Team (2014)
- Call of Duty: Advanced Warfare (2014)
- LEGO Batman 3: Gotham e oltre (2014)
- World of Warcraft: Warlords of Draenor (2014)
- Far Cry 4 (2014) – voce e motion capture
- Tales from the Borderlands (2014)
- The Crew (2014)
- Infinite Crisis (2015)
- Batman: Arkham Knight (2015)
- Metal Gear Solid V: The Phantom Pain (2015)
- Uncharted 4: Fine di un ladro (2016) – voce e motion capture
- Batman: The Telltale Series (2016)
- Uncharted: L'eredità perduta (2017) – voce e motion capture
- Batman: The Telltale Series - The Enemy Within (2017)
- God of War (2018)
- Catherine: Full Body (2019)
- Death Stranding (2019) – voce e motion capture
- Marvel's Avengers (2020)
- The Last of Us Part II (2020) – voce e motion capture
- Fortnite (2020)
- Spider-Man: Miles Morales (2020)
- Far Cry 6 (2021) – voce e motion capture
- God of War Ragnarök (2022)
- Indiana Jones e l'antico cerchio (2024)

#### Cinema
- Lupin III - Le profezie di Nostradamus (1995)
- Hoy in Dragon Ball Z - L'eroe del pianeta Conuts (1995)
- Detective Conan - Fino alla fine del tempo (1997)
- Lupin III - Walther P38 (1997)
- Henry Tish e Jake Marano in Detective Conan - L'asso di picche (1998)
- Lupin III - L'unione fa la forza (1998)
- Lupin III - L'uovo di Colombo (1999)
- Lupin III - Per un dollaro in più (2000)
- Gin in Detective Conan - Trappola di cristallo (2001)
- Erik Jan Hanussen in Fullmetal Alchemist - The Movie: Il conquistatore di Shamballa (2005)
- XXXHolic - Il film: Sogno di una notte di mezza estate (2008)
- Kouga in Shinobi (2005)
- Abel Nightroad in Trinity Blood: Genesis (2006)
- Marong in The Blue Elephant (2006)
- Ganryu in Bleach: Memories of Nobody (2006)
- One Piece - Un'amicizia oltre i confini del mare (2007)
- Naofumi Tokino in The Sky Crawlers - I cavalieri del cielo (2008) – non accreditato
- Yamato in Naruto Shippuden - Il maestro e il discepolo (2008)
- Resident Evil: Degeneration (2008)
- Khan Kluay (2008)
- Real Steel (2011)
- Padre di Azmuth in Ben 10: Destroy All Aliens (2012)
- Delhi Safari (2012)
- Yuri Lowell in Tales of Vesperia: The First Strike (2012)
- Scooby-Doo! I giochi del mistero (2012)
- Dear Dracula (2012)
- Ishida Mitsunari in Sengoku Basara: The Last Party (2012)
- Iron Man: Rise of Technovore (2013)
- LEGO Batman: Il film - I supereroi DC riuniti (2013)
- Scooby-Doo e il palcoscenico stregato (2013)
- Joker in Batman: Assault on Arkham (2014)
- Lego DC Comics: Batman Be-Leaguered (2014)
- Pain in The Last: Naruto the Movie (2014)
- Lego DC Comics Super Heroes: Justice League vs. Bizarro League (2015)
- Batman vs. Robin (2015)
- Joker in Justice League: Battle for Metropolis 4D (2015)
- Joker in Batman Unlimited - L'alleanza dei mostri (2015)
- Batman in Lego DC Super Heroes: Justice League: Legion of Doom all'attacco! (2015)
- Batman in Lego DC Comics Super Heroes: Justice League: Cosmic Clash (2016)
- Batman in Lego DC Comics Super Heroes: Justice League: Gotham City Breakout (2016)
- Batman Unlimited: Fuga da Arkham (2016)
- Batman in LEGO DC Super Heroes: The Flash (2018)
- Batman in Lego DC Comics Super Heroes: Aquaman: Rage of Atlantis (2018)
- Schneizel el Britannia in Code Geass: Lelouch of the Re;surrection (2019)
- Batman vs. Teenage Mutant Ninja Turtles (2019)
- Batman in Lego DC Batman: Family Matters (2019)
- Lego DC: Shazam!: Magic and Monsters (2020)
- Batman: The Long Halloween, Part One (2021)
- Batman: The Long Halloween, Part Two (2021)
- Batman in Batman and Superman: Battle of the Super Sons (2022)
- Jonah Hex in Justice League: Warworld (2023)
- Justice League x RWBY: Super Heroes & Huntsmen, Part Two (2023)

#### Televisione
- Shunjun in Yu degli spettri (1994)
- Damon, Merlin e Gin in Detective Conan (1996-1998)
- Ohm e Helmeppo in One Piece (1999-2004)
- Kato, Robinson e Copperhead in Baki the Grappler (2001)
- Alfonso in Gunslinger Girl (2003-2004)
- Frank Archer in Fullmetal Alchemist (2003-2004)
- Merman in Ragnarok: The Animation (2004)
- Burst Angel (2004)
- Kinkel in Tsukuyomi: Moon Phase (2004)
- Wataru Yuuki in Storie delle ferrovie galattiche (2004)
- Makoto Kawazu in Sunabôzu (2004-2005)
- Ran in Beck: Mongolian Chop Squad (2004-2005)
- Jaromir Lipsky e Heinz in Monster (2004-2005)
- Toru in Pîchi gâru (2005)
- Demon in Mahô sensei Negima! (2005)
- Coach in Suzuka (2005)
- Kusanagi in Tsubasa kuronikuru (2005)
- Gennosuke Kouga in Basilisk: Kôga ninpô chô (2005)
- David in Speed Grapher (2005)
- Sniper in SoltyRei (2005)
- Abel Nightroad in Trinity Blood (2005)
- Jenos Hazard in Black Cat (2005-2006)
- Yasuke in Mushishi (2005-2006)
- Renga, Hokushin e Yashiro Uchiha in Naruto (2005-2006)
- Leon in The Third: Aoi hitomi no shoujo (2006)
- Kazkis Proxy in Ergo Proxy (2006)
- Madarao in Kekkaishi - Professione acchiappademoni (2006)
- Martin Hannel in Laws of Chance (2006)
- Jin Kariya in Bleach (2006-2007)
- Mr. Wink in Mr. Meaty (2006-2008)
- Eckardo Ranier in Garasu no kantai (2007)
- Endorph in Souru kureidoru: Sekai o kurau mono (2007)
- Shin Chan (2007)
- Jack Simon in Darker Than Black: Kuro no keiyakusha (2007-2008)
- Generale Staff in Code Geass: Lelouch of the Rebellion (2007-2008)
- Pea Eye Parker in Comanche Moon (2008)
- Akatsuki Kain in Vampire Knight (2008)
- Loki in Ultimate Spider-Man, Hulk e gli agenti S.M.A.S.H., Avengers Assemble e Guardiani della Galassia (2012-2019)
- Due Facce in Batman Unlimited (2015-2016)
- Torrin in Love, Death & Robots (2019-....)

### Attore

#### Cinema
- Striking Range, regia di Daniel Millican (2006)
- L'impostore, regia di Daniel Millican (2008)
- The Phoenix Incident, regia di Keith Arem (2015)
- Hideo Kojima: Connecting Worlds, regia di Glen Milner (2023)

#### Televisione
- Comanche Moon – serie TV, episodi 1x1-3 (2008)
- Shelf Life – serie TV, episodio 4x3 (2013)
- The Last of Us – serie TV, episodio 1x08 (2023)

## Discografia

### Album in studio
- 2004 - Random Thoughts on a Paper Napkin (con il gruppo Tripp Fontaine)
- 2014 - Sitting in the Fire
- 2017 - Moving Around Bias (con il gruppo Window to the Abbey)

### Singoli
- 2004 - Burning Out (con il gruppo Tripp Fontaine)
- 2013 - My Religion
- 2015 - Merry Christmas
- 2017 - Water into Wine (con il gruppo Window to the Abbey)
- 2017 - The Promise (con il gruppo Window to the Abbey)

### Brani dai videogiochi
- 2011 - Take Me to Hell (Broken Dream) in Shadows of the Damned
- 2013 - Will the Circle Be Unbroken? (con Courtnee Draper) in BioShock Infinite[1]
- 2013 - Cold, Cold Heart in Batman: Arkham Origins
- 2015 - Happy Birthday: Congratulations in Metal Gear Solid V: The Phantom Pain
- 2020 - Wayfaring Strangers (con Ashley Johnson) e Future Days in The Last of Us Parte II

## Riconoscimenti
- British Academy Video Games Awards
  - 2014 – Candidatura alla Miglior performance per The Last of Us
  - 2015 – Candidatura alla Miglior performance per Far Cry 4
  - 2017 – Candidatura alla Miglior performance per Uncharted 4: Fine di un ladro
  - 2020 – Candidatura alla Miglior performance non protagonista per Death Stranding
  - 2021 – Candidatura alla Miglior performance non protagonista per The Last Of Us Parte II[2]
- The Game Awards
  - 2014 – Candidatura alla Miglior Performance per La Terra di Mezzo: L'ombra di Mordor
  - 2016 – Candidatura alla Miglior Performance per Uncharted 4: Fine di un ladro
- Spike Video Game Awards
  - 2013 – Candidatura alla miglior Performance per Bioshock Infinite
  - 2013 – Miglior Performance per The Last of Us
  - 2013 – Miglior Canzone in un videogioco (condiviso con Courtnee Draper) per Bioshock Infinite

## Doppiatori italiani
Nelle versioni in italiano delle opere in cui ha recitato, Troy Baker è stato doppiato da:
- Maurizio Merluzzo in The Last of Us (serie televisiva)

Da doppiatore è sostituito da:
- Lorenzo Scattorin in The Last of Us (Joel), Uncharted 4: Fine di un ladro (Sam), Uncharted: L'eredità Perduta (Sam), Mortal Kombat 11 (Erron/Shinnok), The Last of Us Part II (Joel)
- Massimo Antonio Rossi in Brothers in Arms: Road to Hill 30 (Matt Baker), Brothers in Arms: Earned in Blood (Matt Baker), Brothers in Arms: Hell's Highwa (Matt Baker)
- Luca Ghignone in Batman: Arkham City (Due Facce), Batman: Arkham Knight (Due Facce, Jason Todd), Batman: Arkham Shadwo (Joker)
- Paolo De Santis in BioShock Infinite (Booker), Call of Duty: Modern Warfare 2 (Allen)
- Davide Albano in Batman: Arkham City (Robin), Diablo III (Scoundrel)
- Claudio Moneta in Far Cry 4 (Pagan Min), God of War: Ascension (Orkos)
- Alessandro Budroni in Death Stranding (Higgs), Death Stranding 2: On the Beach (Higgs)
- Francesco De Francesco ne La Terra di Mezzo: L'ombra di Mordor (Talion)
- Riccardo Peroni in Batman: Arkham Origins (Joker)
- Ruggero Andreozzi in Infamous: Second Son (Delsin)
- Walter Rivetti in Resident Evil 6 (Jake)
- Maurizio Merluzzo in Call of Duty: Black Ops (Terrance)
- Valerio Amoruso in Mass Effect 3 (Kai)
- Oliviero Corbetta in Skylanders: Giants (Sunburn)
- Tony Fuochi in Skylanders: Giants (Brock)
- Andrea Bolognini in Transformers: Robots in Disguise
- Luca Sandri in Resistance 2 (Blake)
- Cesare Rasini in Darksiders (Abaddon)
- Gabriele Calindri in Transformers - La battaglia per Cybertron (Jetfire)
- Marco Balbi in Darksiders II (Draven)
- Marco Balzarotti in Lego Dimensions (Batman)
- Luca Semeraro in Lego Dimensions (Due Facce)
- Achille D'Aniello in God of War (Magni)
- Gianmarco Ceconi in Marvel's Avengers (videogioco 2020) (Bruce Banner)
- Riccardo Scarafoni in Love, Death & Robots (Torrin)
- Matteo De Mojana in Spider-Man: Miles Morales (Simon Krieger)
- Luigi Ferraro in God of War Ragnarök (Ratatoskr)
- Alessandro D'Errico in Indiana Jones e l'antico cerchio [3]